# Solanales
Solanales is een botanische naam, voor een orde van tweezaadlobbige planten: de naam is gevormd uit de familienaam Solanaceae. Een orde onder deze naam wordt de laatste decennia algemeen erkend door systemen voor plantentaxonomie.
In het APG-systeem (1998) en het APG II-systeem (2003) bestaat de groep uit de volgende families:
- orde Solanales
  - familie Convolvulaceae (Windefamilie)
  - familie Hydroleaceae
  - familie Montiniaceae
  - familie Solanaceae (Nachtschadefamilie)
  - familie Sphenocleaceae

In het Cronquist-systeem (1981), waar de orde geplaatst was in de onderklasse Asteridae, was de samenstelling heel anders :
- orde Solanales
  - familie Convolvulaceae
  - familie Cuscutaceae
  - familie Duckeodendraceae
  - familie Hydrophyllaceae
  - familie Menyanthaceae
  - familie Nolanaceae
  - familie Polemoniaceae
  - familie Solanaceae

NB: de planten die bij Cronquist de familie Cuscutaceae vormden zijn bij APG ingevoegd in de familie Convolvulaceae, terwijl de planten die bij Cronquist de families Duckeodendraceae en Nolanaceae vormden bij APG ingevoegd zijn in de familie Solanaceae.
De planten die bij APG de familie Hydroleaceae vormen waren ook bij Cronquist in de orde aanwezig, als deel van de familie Hydrophyllaceae.
In het Wettstein-systeem (1935) werden deze planten geplaatst in de grote orde Tubiflorae.